# Alon Abelski
Alon Alexander Abelski (sinh ngày 29 tháng 5 năm 1989) là một cầu thủ bóng đá người Đức hiện thi đấu cho câu lạc bộ Sportfreunde Baumberg.